# Лінденкройц
Лінденкройц (нім. Lindenkreuz) — громада в Німеччині, розташована в землі Тюрингія. Входить до складу району Грайц. Складова частина об'єднання громад Мюнхенбернсдорф.
Площа — 8,97 км2. Населення становить 425 ос. (станом на 31 грудня 2021).

## Галерея

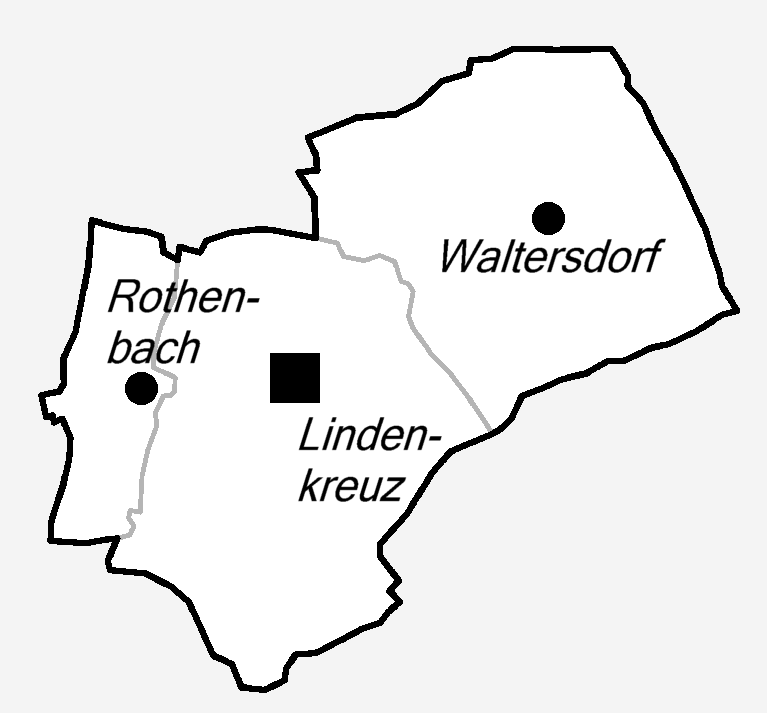